# Cyphoscyla
Cyphoscyla is een kevergeslacht uit de familie van de boktorren (Cerambycidae). De wetenschappelijke naam van het geslacht werd voor het eerst geldig gepubliceerd in 1868 door Thomson.

## Soorten
Cyphoscyla is monotypisch en omvat slechts de volgende soort:
- Cyphoscyla lacordairei Thomson, 1868